# Chorvatská městská hudba Stari Grad

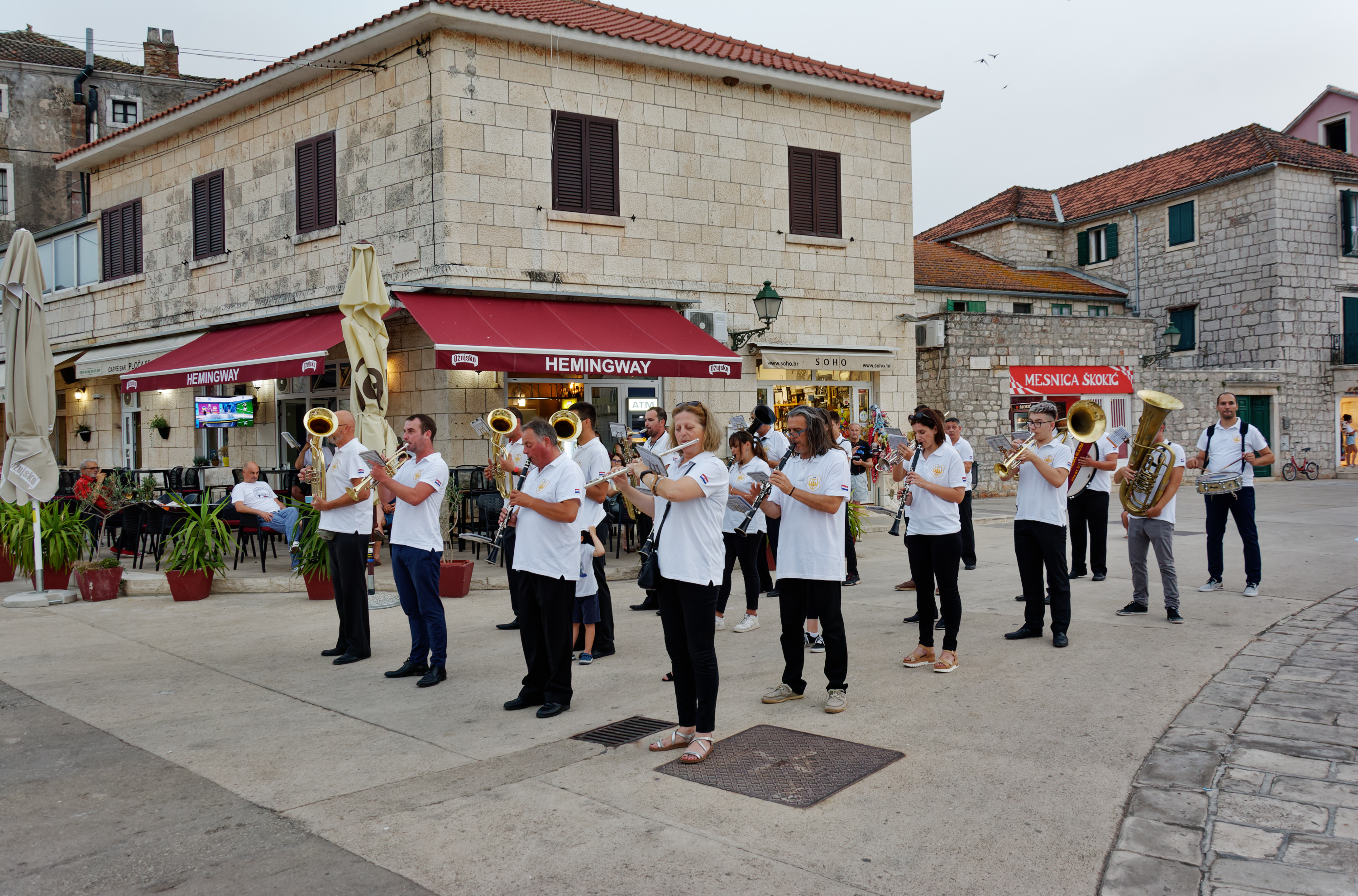
Chorvatská městská hudba Stari Grad, 21. června 2021

Chorvatská městská hudba Stari Grad (chorvatsky Hrvatska gradska glazba Stari Grad) je dechový orchestr města Stari Grad na ostrově Hvar. Pravidelně se účastní státních, lidových a církevních svátků. V roce 2021 má asi 40 členů, které vede kapelník pan Luki Gamulin.

## Dějiny
Orchesr byl založen v roce 1876. Zakladatelem byl starosta Ivan Antun Botteri (Gianantonio Botteri). Rok založení orchestru byl vyryt na pamětní desce odhalené v roce 2001 na budově prvního sídla orchestru při příležitosti 125. výročí jeho založení.
Původní název orchestru byl Banda Cittadina (Městská hudba). Prvními kapelníky orchestru byli Češi, což se projevuje v repertoáru orchestru dodnes (stav 2021).
Od roku 1887 působila ve Starém Gradu společnost Hrvatska gradjanska glasba, která fungovala až do roku 1908, kdy byla v rámci chorvatského Sokola založena Sokolská hudba, ale Sokolská hudba byla italskými okupačními orgány zrušena v roce 1919, kdy byl Chorvatský Sokol zakázán.
Od svého založení v roce 1876 Chorvatská městská hudba funguje nepřetržitě, i když byl několikrát krátce změněn její název. Starigradští hudebníci cestovali po Chorvatsku i mimo Chorvatsko, zejména do zemí, kde byla partnerská města Starého Gradu. Někteří starigradští hudebníci zahájili v orchestru svou profesionální kariéru.
Orchestr se pravidelně se účastní všech státních, lidových a církevních svátků.
V roce 2006 získalo osm členů orchestru Cenu města Stari Grad za svou dlouhodobou práci a činnost. V lednu 2007 byl orchestr při příležitosti 130. výročí založení navržen na Cenu Splitsko-dalmatské župy. Odůvodněním návrhu byla mimo jiné skutečnost, že jde o jediný aktivní orchestr na ostrově Hvar, který vystupoval na ostrově, v celém Chorvatsku i v zahraničí: Rotterdam, Praha, Mnichov, Brno a jinde. Významnými událostmi v životě orchestru byla vystoupení ve Splitu v letech 1926 a 1928, kdy zde hrál při slavnostním odhalení pomníků biskupa Grgura Ninského a spisovatele Marka Maruliće.

## Zajímavosti
Chorvatská městská hudba Stari Grad se objevila ve scénách několika epizod chorvatského televizního seriálu Naše malo misto.

## Ocenění
- 2006: Cena města Starého Gradu pro osm členů orchestru
- 2007: Kandidatura na Cenu Splitsko-dalmatské župy